# Driving range

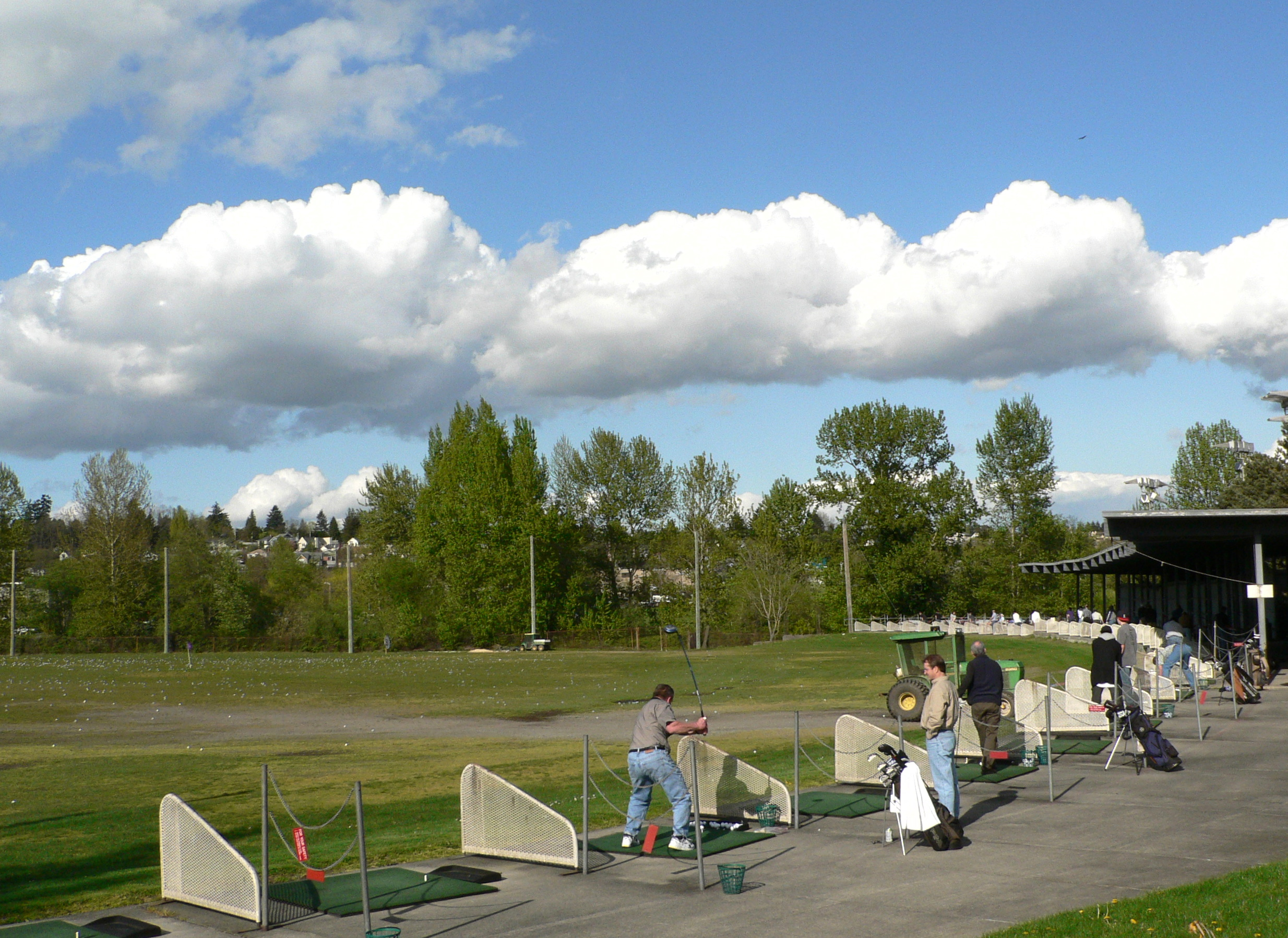
Driving range con 43 áreas de salida, en la Universidad de Washington.

Un driving range (campo de prácticas) es una instalación o área donde los golfistas pueden practicar el swing. Aquí se comienza a entrar en contacto con el golf, ya que todo jugador (aficionado o profesional) debe haber alcanzado cierto nivel técnico antes de salir al campo por primera vez. 
Debe contar con un amplio espacio para realizar golpes de prácticas. Aunque no hay una normativa específica acerca del tamaño que debe tener, debe ser lo suficientemente espacioso para que sea seguro.
Todo el campo de prácticas ha de contar por lo menos con un profesor profesional, quien recibirá y enseñará a quienes ingresan al mundo del golf o a aquellos que buscan mejorar su juego. Debe disponer asimismo de un aparato para alquilar bolas. En los mejor equipados se pueden alquilar palos, realizar compras en el pro shop y disfrutar de bar.
- Datos: Q3177122
- Multimedia: Driving ranges / Q3177122